# 에밀리 아테프
에밀리 아테프(Emily Atef, 1973년 ~ )는 독일의 영화 감독, 영화 제작자, 배우이다.

## 작품 목록

### 감독
- XX에서 XY로: 제이크가 되는 길 (단편, 2003)
- Asyl (2004)
- 몰리의 여정 (2005)
- 내 안의 이방인 (2008)
- 킬 미 (2011)
- 3 타게 인 키브롱 (2018)
- 안녕, 소중한 사람 (2022)
- Someday We'll Tell Each Other Everything (2023)